# 감천 김씨
감천 김씨(甘泉金氏)는 경상북도 예천군 감천면을 본관으로 하는 한국의 성씨이다.
시조 김만추(金萬秋)는 김알지의 후손으로 전해진다.

## 참고 자료
- “감천김씨(甘泉金氏)”. 뿌리를 찾아서.[깨진 링크(과거 내용 찾기)]